# XDCAM HD
XDCAM HD ist die HD-Version des von Sony eingeführten Professional Disc Aufzeichnungssystems. Dabei werden der Blu-ray Disc ähnliche Medien verwendet, die mit einer Aufzeichnungsschicht (23 GB Kapazität) oder zweien (50 GB Kapazität) ausgestattet sind; die Disc ähnelt einer Diskette, da sie in einer Schutzhülle (Caddy) steckt. Diese Form der HD-Anwendung findet bei immer mehr professionellen Broadcastern ihre Anwendung. Es besteht Verwechslungsgefahr mit dem XDCAM-Format, welches jedoch nur für SD-Produktionen verwendet wird. Laut Sony soll XDCAM HD die Lücke zwischen HDV und HDCAM schließen.

## Spezifikation (HD-Codec)
| Media                  | Blu-ray Disc in widerstandsfähiger Cartridge |
| Samplingrate           | 4:2:0                                        |
| Bitrate                | 18, 25, 35 Mbit/s                            |
| Kompression            | MPEG-2 MP@HL                                 |
| Pixel                  | 1440 × 1080                                  |
| Samplingfrequenz       | 48 kHz                                       |
| Quantisierung          | 16 bit/sample                                |
| Audiokompression       | PCM                                          |
| Anzahl der Audiokanäle | 4 Kanäle                                     |

## Variante XDCAM HD 422
| Media                  | Blu-ray Disc in widerstandsfähiger Cartridge |
| Format                 | 1080i (inkl. psf), 720p                      |
| Samplingrate           | 4:2:2                                        |
| Bitrate                | 50 Mbit/s                                    |
| Kompression            | MPEG-2 422P@HL                               |
| Pixel                  | 1920 × 1080, 1280 × 720                      |
| Samplingfrequenz       | 48 kHz                                       |
| Quantisierung          | 24 bit/sample                                |
| Audiokompression       | keine, AES-3 (LPCM included)                 |
| Anzahl der Audiokanäle | 8 Kanäle                                     |